# Ee ja nai ka

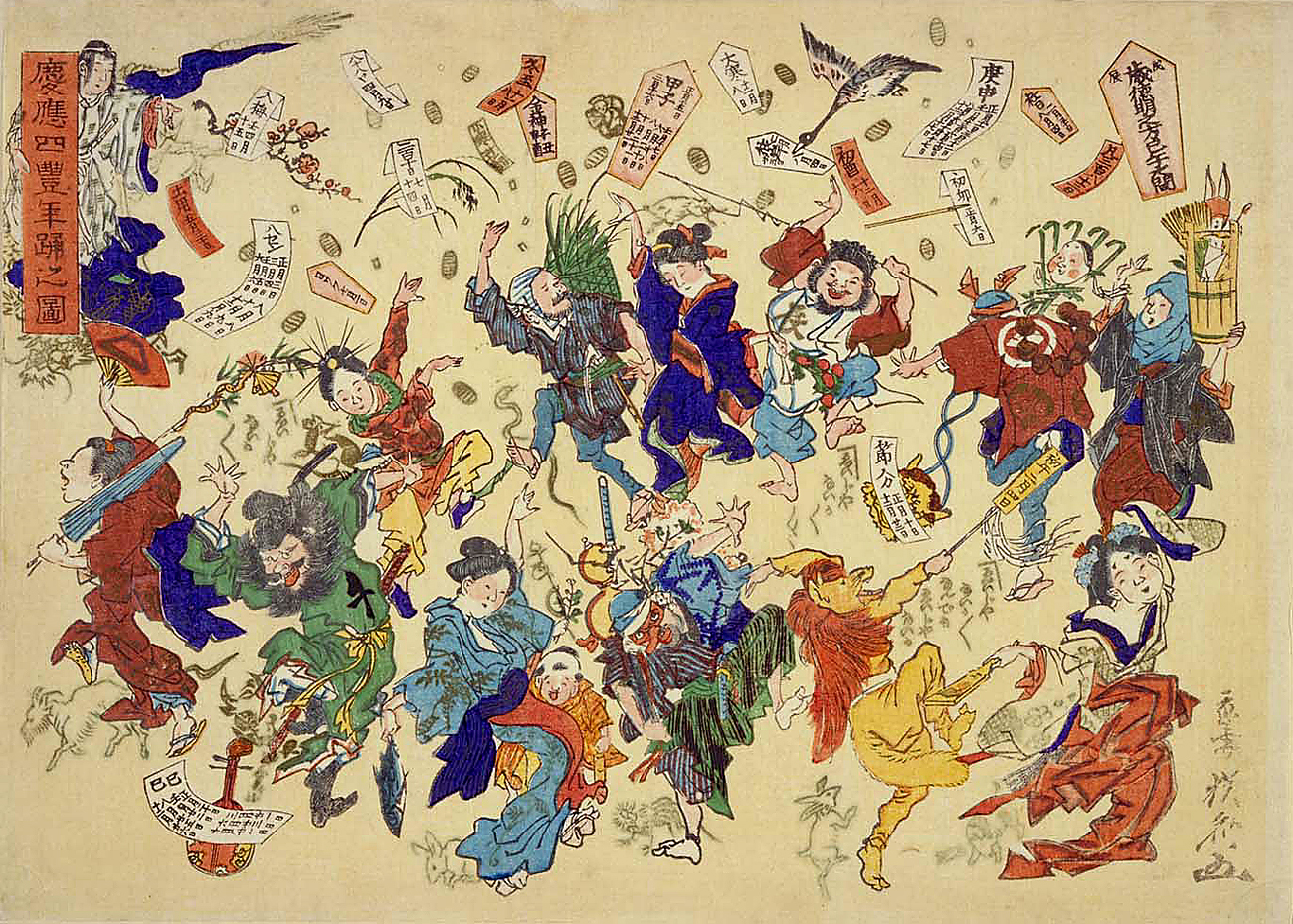
Scène de Ee ja nai ka de 1868.

Les Ee ja nai ka (ええじゃないか, Et pourquoi pas ?) sont un ensemble de manifestations à dimension carnavalesque, religieuses, et protestataires qui touche le Japon entre juin 1867 et mai 1868, au moment où le pays est engagé dans une transition politique entre la époque d'Edo et la Restauration de Meiji. Cinq à six millions de personnes prennent alors part à ces rassemblements.

## Sources